# Labtech Data
Labtech Data A/S er en dansk computerbutikskæde med hovedkvarter i Aalborg. Virksomheden har 20 butikker i primært Jylland, men også på Fyn og Sjælland. Labtechs butikker satser på salg, service og reparation. Labtech Data åbnede sin første computerbutik i Aalborg i 1998 og i de følgende år udviklede det sig til en kæde af computerbutikker. Frank Bisgaard Andersen er ejer af virksomheden, der har ca. 50 ansatte.